# Équipe de Lituanie de curling
L'équipe de Lituanie de curling est la sélection qui représente la Lituanie dans les compétitions internationales de curling.
En 2017, l'équipe nationale est classé comme nation numéro 29 chez les hommes et 30 chez les femmes.

## Historique
Le curling se pratique Vilnius et à Kaunas avec le club de Forsarus.
La Lituanie devient membre de la Fédération mondiale de curling en 2003.

## Palmarès et résultats

### Palmarès masculin
Titres, trophées et places d'honneur
- Jeux Olympiques Hommes : aucune participation
- Championnats du monde Hommes : aucune participation
- Championnats d'Europe Hommes - Division B depuis 2012 (6 participation(s))
  - Meilleur résultat : Quarts de finale en 2015

### Palmarès féminin
Titres, trophées et places d'honneur
- Jeux Olympiques Femmes  : aucune participation
- Championnats du monde Femmes : aucune participation
- Championnats d'Europe Femmes - Division B depuis 2016 (2 participation(s))
  - Meilleur résultat : Tie-break en 2016

### Palmarès mixte
Titres, trophées et places d'honneur
- Jeux Olympiques Hommes depuis 2018 : aucune participation
- Championnat du Monde Doubles Mixte depuis 2015 (1 participation(s))
  - Meilleur résultat : 7ème pour : Championnat du Monde Doubles Mixte - Groupe A